# Cordylomera basilewskyi
Cordylomera basilewskyi es una especie de escarabajo longicornio del género Cordylomera, tribu Phoracanthini, subfamilia Cerambycinae. Fue descrita científicamente por Fuchs en 1971.

## Descripción
Mide 20 milímetros de longitud.

## Distribución
Se distribuye por República Democrática del Congo.